# Bartosz Nowacki (reżyser)
Bartosz Nowacki (ur. 25 stycznia 1985 w Kole) – polski reżyser, scenarzysta i producent filmowy.

## Życiorys
Ukończył Zespół Szkół Technicznych w Kole. W 2010 roku ukończył filmoznawstwo i wiedzę o mediach na Wydziale Filologicznym Uniwersytetu Łódzkiego oraz organizację produkcji filmowej w Krakowskiej Szkole Filmu i Komunikacji Audiowizualnej. Karierę filmową podjął za namową Macieja Świerkockiego. Pracował jako asystent reżysera przy filmach Andrzeja Wajdy i Michała Rosy. W 2012 roku zagrał rolę epizodyczną w 65 odcinku serialu Czas honoru.
W 2014 roku założył przedsiębiorstwo Alistan zajmujące się produkcją filmów i reklam. Jego pierwszym samodzielnym filmem fabularnym był krótkometrażowy film Na drodze z 2017 roku. Poza filmami jest także reżyserem ponad 190 spotów reklamowych.

## Filmografia
Źródło:
- Milion dolarów (2010, współpraca produkcyjna)
- 1920. Wojna i miłość (2010, asystent kierownika produkcji)
- Czas honoru (2011, asystent reżysera)
- Wałęsa. Człowiek z nadziei (2013, asystent reżysera)
- Baczyński (2013, współpraca reżyserska)
- Na sygnale (2014, II reżyser)

Reżyser
- Na drodze (2017)
- Poza biurem (2022)

## Nagrody i wyróżnienia
W 2017 roku jego film Na drodze otrzymał nagrodę dla najlepszego krótkometrażowego filmu zagranicznego na Los Angeles Independent Film Festival, nagrodę specjalną Festiwalu Filmów Polskich w Los Angeles, nagrodę dla najlepszego krótkiego filmu fabularnego California International Shorts Festival, nagrodę dla najlepszego krótkometrażowego thrillera/filmu sensacyjnego Another Hole in the Head Film Festival, a w 2018 roku wyróżnienie w konkursie „first shot” na Kołobrzeg Suspense Film Festival. W 2019 roku za film Na drodze otrzymał także nominację do Nagrody im. Jana Machulskiego w kategorii reżyseria. Był także nominowany do nagrody dla najlepszego filmu krótkometrażowego San Francisco Independent Film Festival, festiwalu Cinema City w Nowym Sadzie i Byron Bay International Film Festival. 
W 2018 roku otrzymał Stypendium Marszałka Województwa Wielkopolskiego w dziedzinie kultury, a w 2020 roku Nagrodę Starosty Kolskiego w kategorii kultury
W 2022 roku film Poza biurem otrzymał nagrodę „Bridging the Borders” podczas Festiwalu Filmów Polskich w Los Angeles, był także wyświetlany na Nowojorskim Festiwalu Filmów Polskich.